# Deidara
Deidara är en fiktiv rollfigur i anime- och mangaserien Naruto.
Han är en så kallad "Missing-nin" ifrån Iwagakure, samt en medlem av den kriminella organisationen Akatsuki. Han är den första Akatsuki-medlemmen som introduceras i tidshoppet tillsammans med Sasori. Han ser upp till Sasori, vilket han visar öppet genom att kalla Sasori för -danna (som betyder mästare). Trots detta argumenterar han och Sasori ilsket då och då, på grund av sina olika syner på konst. Deidara anser att konst är böljande, och försvinner på ett ögonblick, något som reflekteras på hans stridsstil. Sasori å andra sidan anser att konst ska existera för evigt. Deidara var Sasoris kumpan tills Chiyo (Sasoris farmor) och Sakura Haruno besegrade Sasori. Efter detta blev Tobi hans nya kumpan, och de arbetade tillsammans fram till Deidaras död. Deidara blev ofta irriterad på Tobis barnsliga beetende, eftersom han ansåg att alla i Akatsuki ska vara sansade och coola. Trots detta samarbetade de båda bra tillsammans för att utföra sina uppdrag, även om Deidara ofta gjorde det mesta arbetet. Deidara avslutar ofta sina meningar med ett "Hm" (eller "Un" som han säger i originalversionen).
Deidara har en mun på båda sina handflator, och han kan manipulera lera som han skapar genom att konsumera lera (som han har i två speciella behållare vid höften) med någon dessa munnar. Han kan göra olika föremål, men han verkar föredra att göra någon form av djur såsom fåglar, spindlar eller larver. Han kan även få dessa lerfigurer att explodera när han vill, därifrån kommer ett citat han ofta använder: "Konst är en explosion". Han har tränat sitt vänstra öga att motstå Sharingans olika sorters genjutsus.
I och med kapitel 362 i mangan kan man anta att Deidara är död. Deidara visas ha en tredje mun på sitt bröst, och om han stoppar in sin "förberedda" lera in i den munnen så förstör han sig själv. Han försökte döda Sasuke Uchiha på detta sätt. Han säger även innan han exploderar att explosionen kommer att täcka 10 kilometer i diameter, och att Sasuke omöjligen kan hinna därifrån. Men Sasuke hann åkalla sig jätteormen Manda och manipulerade Manda med Sharingan att skydda honom. Manda dog dock kort därefter.